# 레베카 크레스코프
레베카 크레스코프(Rebecca Creskoff, 1971년 2월 1일 ~ )는 미국의 배우, 텔레비전 배우, 영화배우이다.
필라델피아에서 태어났다.

## 방송
- 베이츠 모텔 시즌3
- 베이츠 모텔 시즌2
- 헝 3
- 헝 2
- 헝 1

## 영화
- 베이츠 모텔 3 (2015년)
- 언유주얼 서스펙트 (2013년)
- 아이 멜트 위드 유 (2011년) - 아만다 역
- 헝 3 (2011년) - 레노어 베르나드 역
- 넉클헤드 (2010년)
- 조나스, 우리는 스타! (2009년)
- 헝 1 (2009년)
- 매드 맨 1 (2007년)
- 뉴 어드벤처 오브 올드 크리스틴 (2006년)
- 파인딩 노스 (1998년)
- 법과 질서 (1990년)